# Scheloribates
Scheloribates – rodzaj roztoczy z kohorty mechowców i rodziny Scheloribatidae.
Rodzaj ten został opisany w 1908 roku przez Antonia Berlesego. Gatunkiem typowym wyznaczono Zetes latipes.
Mechowce te mają szeroko-owalną hysterosomę i notogaster z 4 parami sacculi. Szczeciny notogastralne występują w liczbie 10 par, genitalne 4 par, aggenitalne 1 pary, analne 2 par, a adanalne 3 par. Odnóża trójpalczaste.
Rodzaj kosmopolityczny.
Należy tu 219 opisanych gatunków, zgrupowanych w 3 podrodzajach:
- Scheloribates (Andeszetes) Hammer, 1961
- Scheloribates (Bischeloribates) Mahunka, 1988
- Scheloribates (Scheloribates) Berlese, 1908